# Outlast: Whistleblower
Outlast: Whistleblower est un jeu vidéo de genre survival horror, développé et édité par Red Barrels.  Sorti le 7 mai 2014  sur Windows, PlayStation 4 et Xbox One, il est la préquelle d'Outlast.

## Intrigue

### Univers
L'action du jeu Outlast: Whistleblower prend place dans un asile psychiatrique nommé Mount Massive. Cet hôpital appartient aux entreprises Murkoff, qui mènent diverses expériences scientifiques. Le bâtiment est constitué d'une importante structure et dispose d'un gigantesque souterrain. Ses occupants sont toutefois composés de scientifiques et de patients malsains, et tout cela dans une ambiance glauque et maladive.

### Personnages
Le joueur incarne le personnage de Waylon Park, un ingénieur travaillant pour l'asile de Mount Massive. Décidé à dévoiler les expériences menées par ses employeurs, il est malheureusement surpris par l'un des dirigeants de l'asile, Jérémy Blaire, alors qu'il transférait des fichiers à des journalistes. Condamné à n'être qu'un patient comme les autres, il profite d'une faille dans la sécurité du bâtiment pour s'échapper. A la fin, il voit Miles Upshur, personnage principal d'Outlast, en walrider et s'enfuit avec la voiture de ce dernier.
Divers antagonistes apparaissent dans le jeu, tous plus sordides les uns que les autres. Notamment, un cannibale nommé Frank Manera qui tentera de dévorer le protagoniste, ou encore un patient nommé Eddie Gluskin souffrant de dédoublement de la personnalité et qui souhaite épouser Park mais qui finira transpercé par un barreau métallique.

### Histoire
Le jeu commence avec le personnage principal qui se fait attacher à une chaise par Andrew. Celui-ci s'en va quand on lui apprend qu'il y a un problème avec Billy Hope; le personnage est donc forcé à regarder le moteur morphogénique. Deux heures plus tôt, il est révélé que notre personnage est celui qui a envoyé le mail à Miles Upshur. Un garde interrompt notre personnage pour lui dire qu'il a déjà été appelé trois fois au moteur, il révèle alors le nom du personnage: Waylon Park. Durant son travail, un patient nommé Eddie Gluskin s'échappe et dit que Waylon peut le sauver. En revenant dans son bureau, Waylon se fait attaquer par Jérémy Blaire, qui l'interne après avoir vu le mail écrit par Waylon.
Retour à Waylon devant le moteur, quand il est libéré et qu'il voit un patient se faire tuer par le Walrider. Il s'échappe, prend une caméra et apprend l'existence d'une radio dans la prison. Il est témoin de la mutinerie au sujet des variants qui tuent tous les membres de l'asile. Il rencontre Frank Mannera, un cannibale qui le chassera et tentera de le faire cuire dans un four crématoire, Waylon lui échappera quand celui-ci s'enfuira dehors. Dehors Waylon verra les jumeaux et trouvera la radio mais Blaire la détruira avant que Waylon n'appelle la police, il tente alors de le tuer mais est interrompu par Chris Walker comptant sur lui pour tuer Waylon. En s'échappant , Waylon voit le père Martin écrivant pour Miles.
Waylon retournera dehors et verra Eddie Gluskin chassant un patient. Waylon tombera en essayant de sauter sur le toit d'un bâtiment. Il se fera chasser par un patient nommé Dennis et apprendra qu'il se dirige vers Gluskin. Waylon se fera attaquer par celui-ci qui va le forcer à sauter et à s'empaler le talon ce qui va le faire boiter. Waylon se fait capturer par Gluskin qui voudra le transformer en femme afin de fonder une famille. Un patient sauvera Waylon au dernier moment lui permettant de s'échapper mais il sera forcé de sauter et il se cassera la jambe. Waylon trouvera une clé pour s'enfuir mais Gluskin tentera de la pendre mais Waylon se débattra et Gluskin se fera empaler par une barre en métal et dira à Waylon qu'ils auraient pu être beaux ensemble à ses dernieres paroles.
En allant vers la sortie Waylon verra le cadavre de Richard Trager (qui est pris pour une victime des malades mentaux) et entendra des soldats appeler des renforts au sous sol signifiant que Miles est devenu le Walrider et qu'il massacre les soldats. En arrivant devant la sortie, Waylon voit Blaire blessé le suppliant de l'aider à se lever, mais en passant à côté de Blaire, celui-ci attrape et poignarde Waylon lui disant que personne ne peut savoir. Miles en Walrider tue Blaire sauvant Waylon qui s'échappe avec la Jeep de Miles après avoir vu Miles devant la sortie.
La scène de fin montre Waylon publiant ce qu'il a filmé préférant exposer la vérité (par ordre de Simon Peacock qui est devant Waylon) plutôt que de vivre en sécurité avec sa femme et ses enfants.

## Système de jeu
Outlast: Whistleblower est un survival horror. Il s’agit dans ce jeu de survivre aux aliénés qui sont présents dans l'asile de Mount Massive, et de s’échapper de ce dernier. Le héros ne pouvant se défendre, il est obligé de se cacher dans l'ombre, ou dans divers éléments du décor (dans des placards, sous les lits avec la façon de Clock Tower) pour échapper à ses poursuivants. On retrouve à certain moments du jeu des phases de poursuites, durant lesquelles le héros, plutôt agile, peut passer par-dessus des tables, sauter dans des bouches d’aération, ou même se suspendre aux rebords des fenêtres. Un dernier élément essentiel du gameplay est la présence du caméscope, indispensable au héros pour voir dans le noir. Il faut toutefois trouver des piles, disséminées dans les niveaux, afin de faire fonctionner la vision nocturne.

## Développement
Il est développé par Red Barrels.